# Во-Мильё
Во-Мильё (фр. Vaulx-Milieu) — коммуна во Франции, находится в регионе Рона — Альпы. Департамент коммуны — Изер. Входит в состав кантона Л’Иль-д’Або. Округ коммуны — Ла-Тур-дю-Пен.
Код INSEE коммуны — 38530. Население коммуны на 2012 год составляло 2396 человек. Населённый пункт находится на высоте от 208 до 330 метров над уровнем моря. Муниципалитет расположен на расстоянии около 420 км юго-восточнее Парижа, 31 км юго-восточнее Лиона, 65 км северо-западнее Гренобля. Мэр коммуны — Доминик Бержер, мандат действует на протяжении 2014—2020 гг.
Динамика населения (INSEE):